# Acrocephalus scirpaceus
El carricero común (Acrocephalus scirpaceus) es una especie de ave paseriforme de la familia Acrocephalidae propia de Eurasia y África. 

## Características
Es un pájaro de 13 cm de longitud y unos 12 g de peso, con manto de tonos marrones monótonos, ceja y partes inferiores de color crema y ala puntiaguda. A simple vista es muy difícil de distinguir del carricero políglota (A. palustris) y del carricero de Blyth (A. dumetorum). Sin embargo, en la mano o escuchando su canto son fácilmente distinguibles en aquellos lugares donde sus áreas de distribución se solapan.
Anida preferentemente en carrizales maduros a orillas de lagos, ríos y canales aunque también pueden hacerlo en la vegetación adyacente, como en sauces, salgueras, mimbreras, etc. Se alimenta de insectos y sus larvas, arañas y ocasionalmente de semillas, frutos y flores. Cría de mayo a agosto en Europa y de abril a julio en África. Monógamos, nidifican formando agregados debido a la distribución de los carrizales. Los nidos, construidos casi exclusivamente por las hembras con hojas e inflorescencias cortadas de carrizo y otras hierbas, consisten en una copa profunda de unos 6 cm de diámetro que se halla suspendida por varios tallos de carrizo sobre aguas poco profundas. La hembra pone 4 huevos que incuban ambos progenitores durante poco más de 10 días. Los pollos se independizan 15 días después de abandonar el nido.

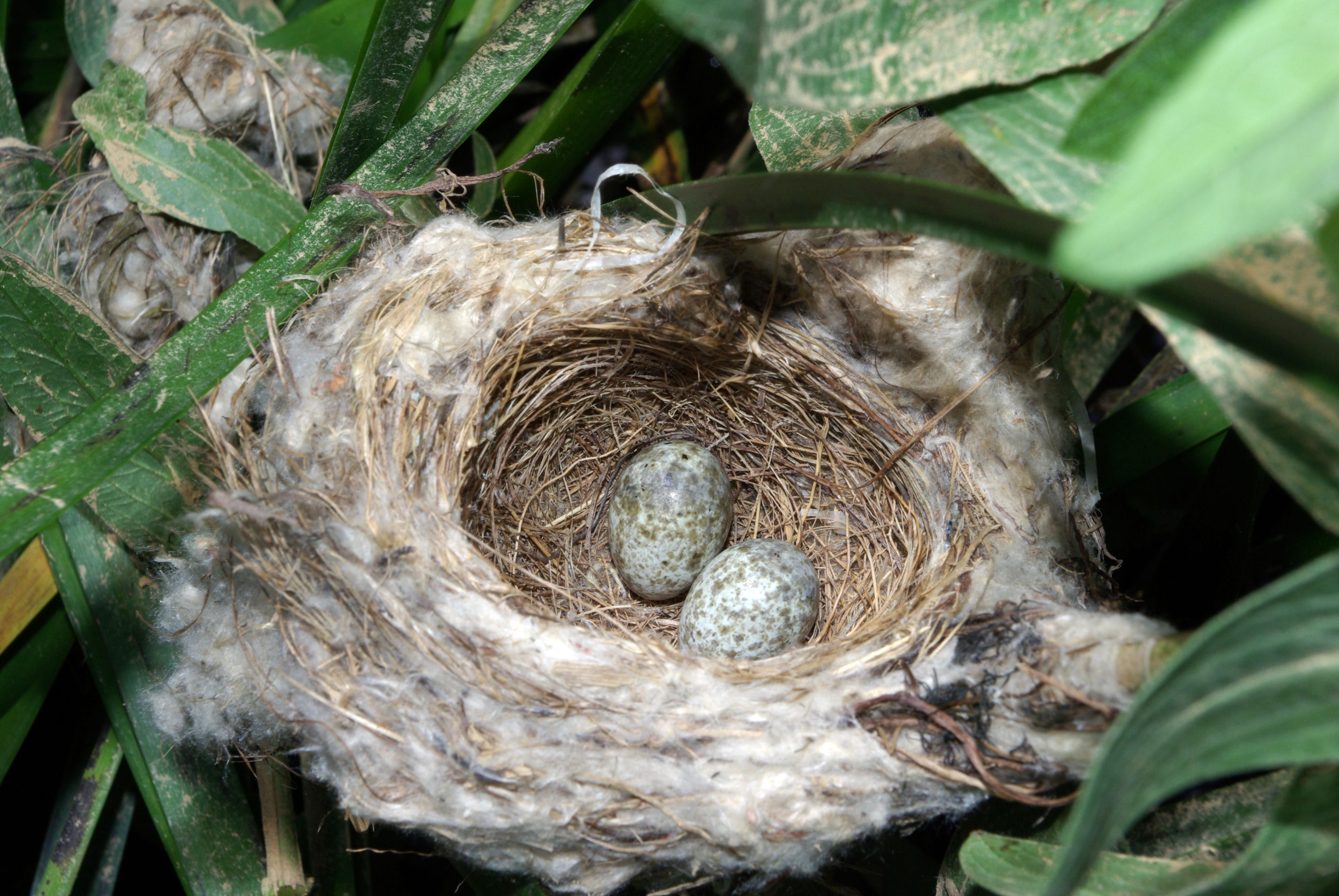
Nido de carricero común.

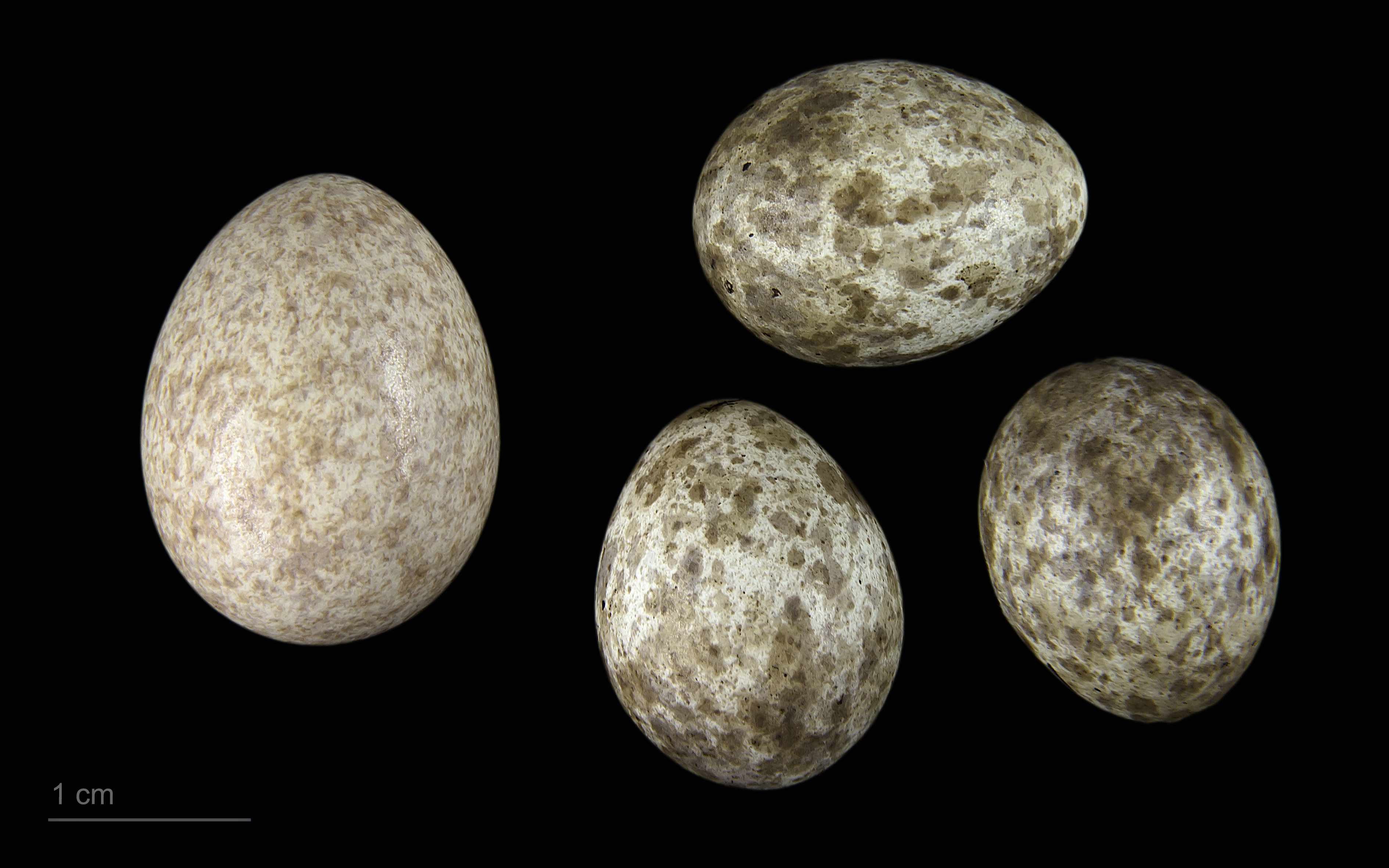
Cuculus canorus canorus en un nido de Acrocephalus scirpaceus - MHNT

Es un ave migradora que tiene sus cuarteles de invierno en el África subsahariana. Los adultos comienzan a abandonar las áreas de cría a finales de julio, antes que los juveniles. La mayor parte de las poblaciones migran a finales de agosto, extendiéndose el paso hasta principios de octubre.
No se encuentra globalmente amenazada, siendo común en toda su área de distribución. La población europea se estima en unos 4 millones de parejas, con más de medio millón de parejas en Suecia, país donde más abunda. En España las poblaciones han disminuido en los últimos años debido a la pérdida de hábitat. Para estimar el tamaño de las poblaciones de carriceros los recuentos directos de machos territoriales en hábitats adecuados y el muestreo de la proporción de sexos de cada población pueden ser una alternativa adecuada a los modelos predictivos basados en inferencias imperfectas del tipo de hábitat con los que se extrapolan densidades de carriceros a escalas espaciales grandes.

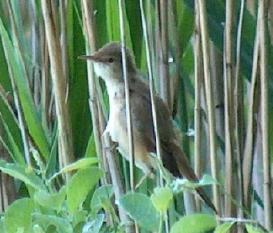
Carricero común.

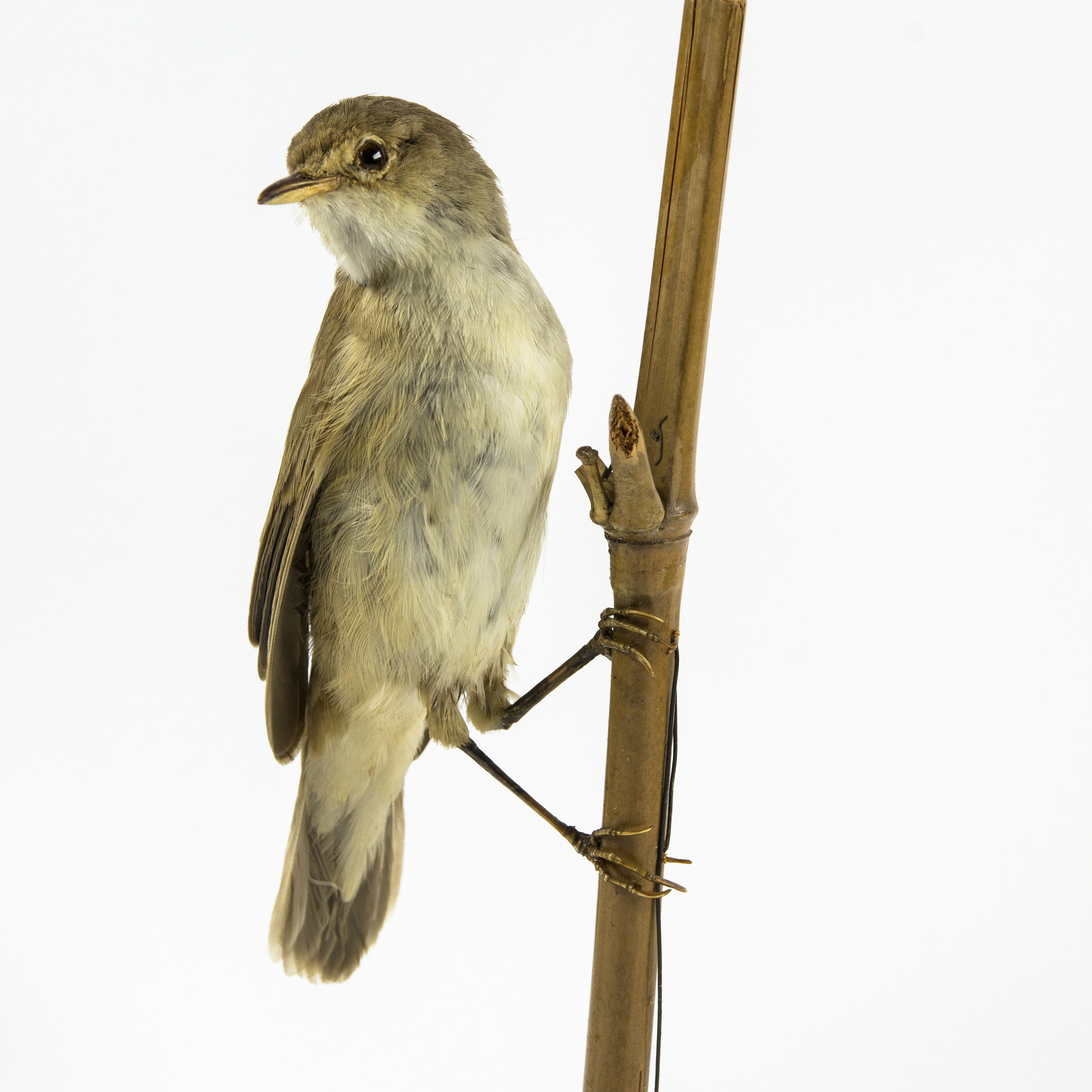
Acrocephalus scirpaceus - MHNT

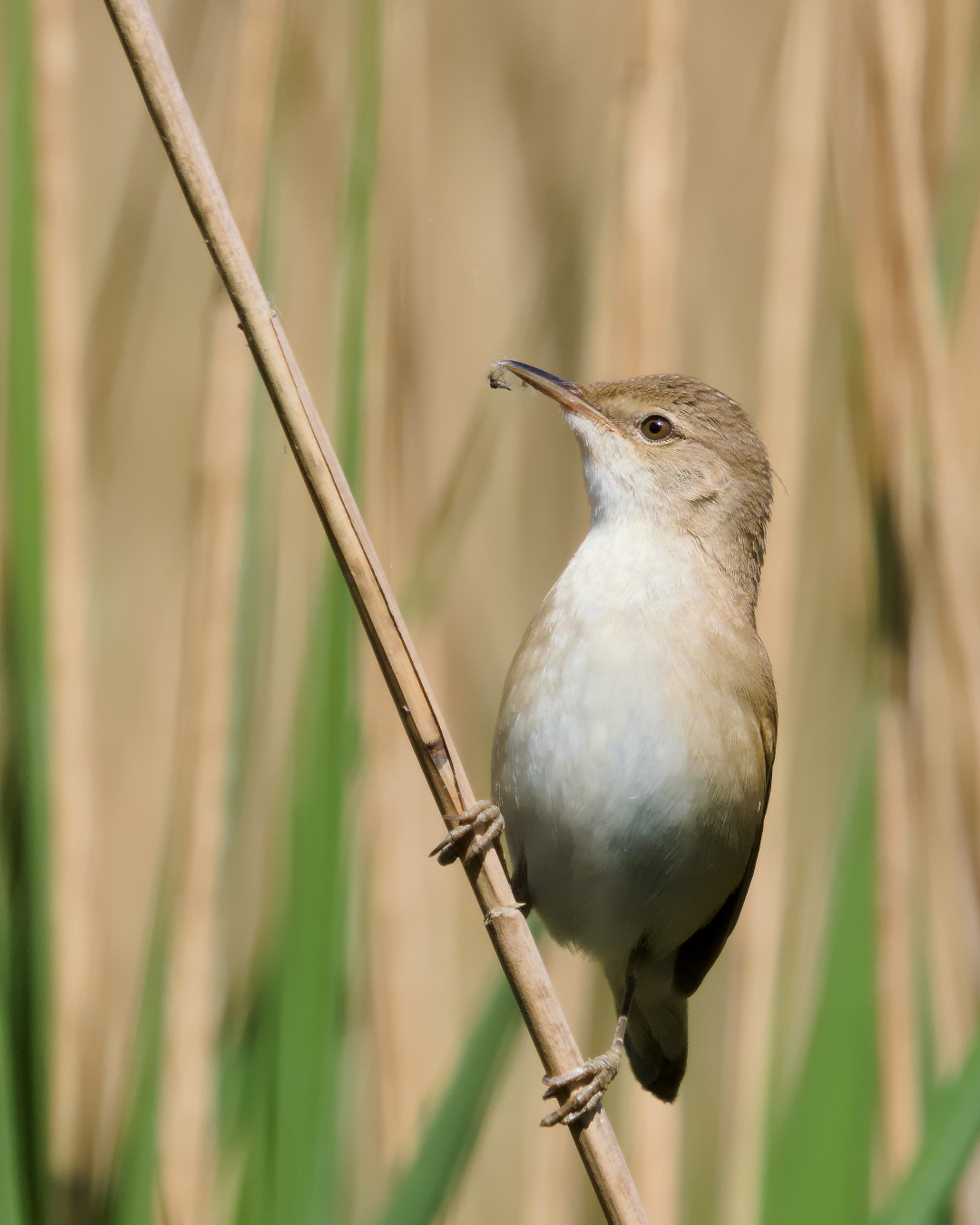
Carricero común

## Subespecies
- Acrocephalus scirpaceus scirpaceus ocupa la zona lás occidental de la distribución de la especie: Europa hasta Crimea y norte de África.
- Acrocephalus scirpaceus fuscus ocupa la zona lás oriental de la distribución: Chipre, Asia Menor hasta el noroeste de China.